# 车林多尔济 (赛音诺颜旗)
车林多尔济（?—1853年），喀尔喀蒙古赛音诺颜部人，博尔济吉特氏。清朝蒙古王公，第九代赛音诺颜亲王。达延汗巴图蒙克、格哷森札札赉尔、图蒙肯、善巴后裔，赛音诺颜亲王朋楚克達什之子。
嘉庆二十二年（1817年），其父朋楚克達什病免，车林多尔济袭爵赛因诺颜扎萨克亲王。道光七年（1827年）十二月，道光帝以车林多尔济为乌里雅苏台参赞大臣。道光十八年（1838年），哈萨克阑入卡伦，道光帝命车林多尔济统赛音诺颜、扎萨克图两盟，杜尔伯特等蒙兵驱逐哈萨克。道光十九年（1839年）正月，给驱逐哈萨克的赛音诺颜、扎萨克图两盟蒙古官兵俸赏行装银。四月，命车林多尔济调兵驱逐再入乌梁海的哈萨克。八月，因为驱逐哈萨克妥善迅速，赐车林多尔济亲王俸一年。咸丰三年（1853年），车林多尔济去世，其子德木吹袭封赛因诺颜札萨克亲王。